# Divisió de Burdwan
La divisió de Burdwan (també Bardwan i Bardhamana) fou una antiga entitat administrativa de la presidència de Bengala amb 35.884 km² de superfície i 7.393.954 habitants el 1881 (30.054 pobles). Estava formada per sis districtes:
- Districte de Bardwan
- Districte d'Hugli
- Districte d'Howrah
- Districte de Midnapur
- Districte de Bankura
- Districte de Birbhum